# Kunstblume

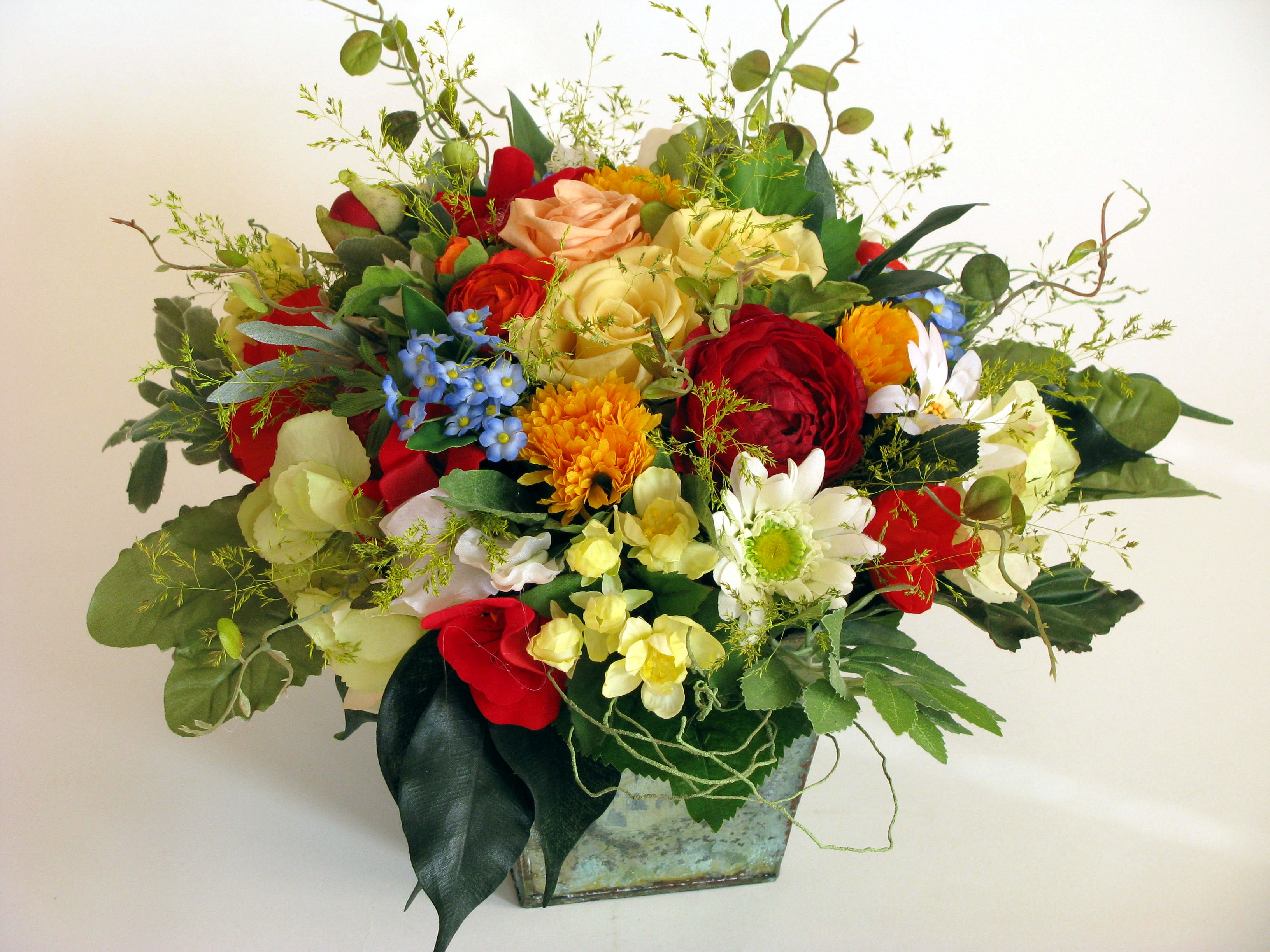
Strauß aus Seidenblumen

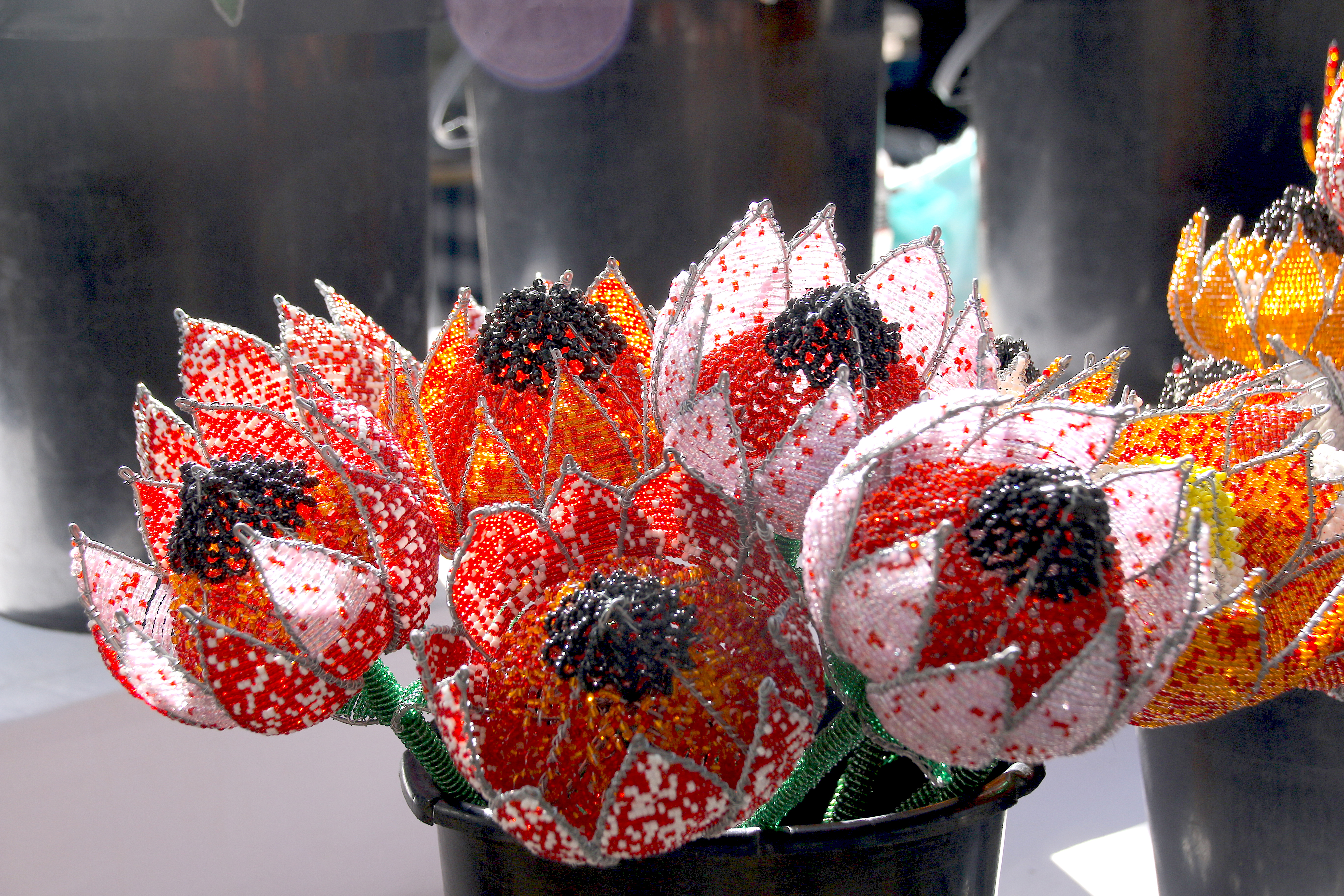
Kunstblumen aus Draht und Perlen

Kunstblumen sind der Natur nachgebildete künstliche Pflanzen, deren Farben, Formen und Textur sich heute bei hochwertigen Produkten kaum von ihren natürlichen Vorbildern unterscheiden lassen. Zu dekorativen Zwecken verwendete Kunstblumen sind seit der Antike bekannt. Es gibt künstliche Blumen aus Kunststoffen, Papier, Seide, Wachs, Glas und anderen Materialien sowie aus Materialkombinationen.

## Legende
Der Überlieferung nach gibt es künstliche Blumen seit etwa 3000 Jahren. Die erstmalige schriftliche Erwähnung wird aus dem Alten Testament abgeleitet. Im 1. Buch der Könige wird im Kapitel „König Salomo und die Königin von Saba“ (10,1–13 ) erwähnt, sie habe mit verschiedenen, dort aber nicht spezifizierten Rätseln geprüft, ob er ihrer würdig sei.
In christlichen Legenden des Mittelalters wurden diese Rätsel konkretisiert. Hier kommen künstliche Blumen ins Spiel: Ein an Salomo gerichtetes Rätsel soll darin bestanden haben, herauszufinden, welche von zwölf Lilien echt und welche künstlich seien. Da er den Unterschied nicht mit bloßem Auge erkennen konnte, habe König Salomo Bienen in den Raum gelassen und beobachtet, auf welchen der Lilien sie sich niederlassen. Dies seien die echten gewesen.

## Geschichte

### Antike
Im antiken Griechenland und im Römischen Reich war das Flechten von Kränzen ein anerkanntes Gewerbe. Damit die Kränze auch über die Blütezeit frischer Blumen ihre natürliche Anmutung behielten, flochten die Kranzflechterinnen auch Immortellen, Wintergrün oder Wachsblumen hinein.
Der römische Geschichtsschreiber Plinius berichtet von kostbaren, aus Ägypten eingeführten Kränzen mit Blüten aus Papyrusrinde und Seide. Sie waren zudem duftend parfümiert.
Der Besitz von Seidenblumen oder künstlichen Blumen, die natürlichen Blumen täuschend ähnlich waren, dürfte über lange Zeit auf den besonders wohlhabenden Kreis der Bevölkerung beschränkt gewesen sein. Es kann angenommen werden, dass mit dem Niedergang des Römischen Reiches die Kunst der Fertigung von Seidenblumen und Kunstblumen nahezu in Vergessenheit geriet.

### Mittelalter, Renaissance
Mit der Ausbreitung des Christentums und der damit verbundenen Verehrung von Maria und den Heiligen entstand in den Klöstern und Kirchen Europa das Bedürfnis, Altäre und Heiligenbilder als Zeichen besonderer Verehrung und Lobpreisung mit Blumen zu schmücken.
Wohl zunächst südlich der Alpen versuchten Nonnen dem frühen Verwelken oder dem jahreszeitlich bedingten Mangel an natürlichen Blumen entgegenzuwirken. Mit zunächst noch unvollkommenen Mitteln und Techniken schnitten sie Blüten aus Stoff zurecht. Schon bald gaben Kirchenbehörden Vorschriften heraus, um die Qualität und den Stil des künstlichen Altar- und Prozessionsschmuckes zu verbessern.
Im Laufe der Zeit brachten es italienische Nonnen in der Herstellung künstlicher Blumen zu wahrer Meisterschaft. Sie fanden Nachahmer im weltlichen Bereich, die Galanteriewaren aus den Abfällen der norditalienischen Seidenmanufakturen herstellten. Sie bildeten vom 14. bis 17. Jahrhundert die bedeutendste europäische Seidenindustrie. Die „welschen Blumen“ waren bis ins 18. Jahrhundert einer ihrer bedeutendsten Exportartikel.
Durch Verwendung feiner Seidengaze, den nicht abgesponnenen Resten der Seidenkokons, durch verfeinerte Methoden des Einfärbens und immer weiter verbesserten Techniken des Zusammenfügens der Blütenblätter wurden Qualität und Anmutung gesteigert.

### Barock, Rokoko, Neuzeit

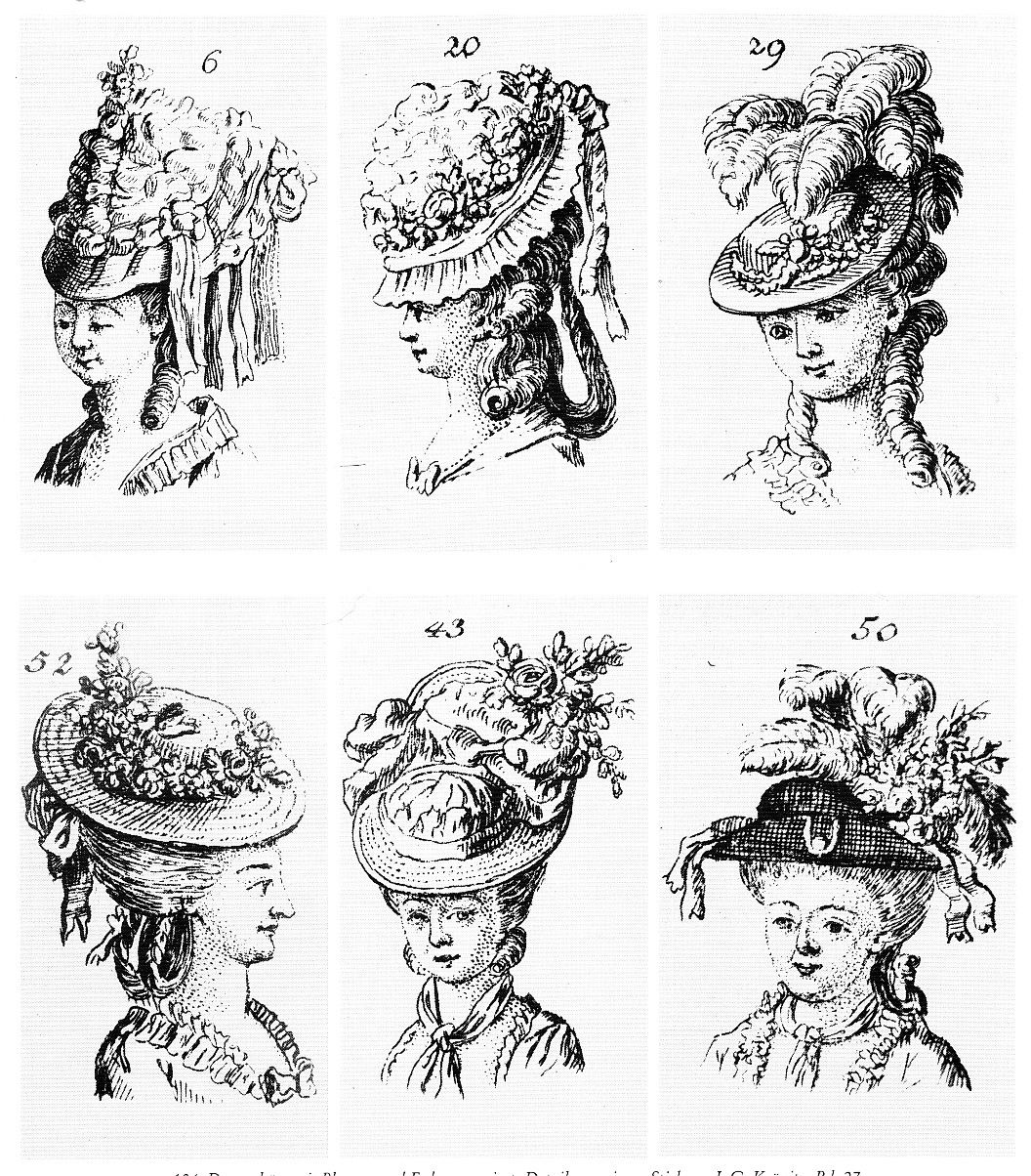
Damenhüte um 1790

Von Norditalien fanden die Herstellung künstlicher Blumen allmählich ihren Weg über die Alpen: nach Böhmen und in das die Mode bestimmende Paris.
Je mehr sich künstliche Blumen als Schmuck und Beiwerk für Kleidung etablieren konnten und zu einem wirtschaftlichen Faktor wurden, je weiter die Produktion von den Nonnen auf bezahlte Arbeitskräfte überging umso stärker wurde der Druck, die Herstellung zu rationalisieren und den Vertrieb besser zu organisieren. 
Kinder sortierten die winzigen Blüten und montierten sie. Frauen verarbeiteten und arrangierten größere Blüten und Blumen als Zierrat für Kleidung, zu Sträußen, Girlanden und Gestecken. Männer schlugen mit Stanzeisen Blüten und Blätter, färbten und appretierten die Stoffe, umwickelten für Blumenstiele Drähte mit grünem Papier. Lastenträger brachten die hoch gestapelten flachen Kartons zu gewerblichen Abnehmern.
Da nur Männer voll geschäftsfähig waren, gründeten und leiteten sie die Manufakturen und Fabriken oder waren Verleger für die in Heimarbeit entstandenen Seidenblumen.
Ausgewanderte Hugenotten brachten etwa um 1780 die Blumenmacherkunst von Frankreich nach Berlin und gründeten dort eine Blumenmanufaktur. Ihr Erfolg führte zur Gründung von Blumenmanufakturen auch in andern deutschen Staaten. In Sachsen-Weimar z. B. gründete Friedrich Justin Bertuch eine Fabrik zur Herstellung von Papierblumen. Unter den fünfzig Arbeiterinnen befand sich auch Christiane Vulpius, die spätere Frau Goethes.
Vielleicht haben sich deshalb diese von Gärtnerinnen vorgetragenen Verse über Kunstblumen in den Goethes „Faust“, II. Teil, eingeschlichen:
„Denn wir halten es verdienstlich,/ Lobenswürdig ganz und gar, / Unsere Blumen, glänzend künstlich, / Blühen fort das ganze Jahr.“
Sicherlich entsprachen die damaligen Produkte aus Leinenstoff, Papier und gefärbten Hobelspänen nicht immer heutigen Vorstellungen. Doch war die Herstellung von Seidenblumen eine leichte und saubere Tätigkeit und deshalb bei Frauen sehr begehrt. Als Sachsen 1834 dem Deutschen Zollverein beitrat, wurden die bisher aus Böhmen importierten Kunstblumen mit erheblichem Zoll belegt. Im grenznahen sächsischen Sebnitz und Neustadt in Sachsen entstanden Produktionsstätten, um den Markt des Zollvereins zu bedienen. Mit dem Aufkommen mechanischer Webstühle mussten viele Handwebereien im Raum Sebnitz schließen. Die frei gewordenen weiblichen Arbeitskräfte erlernten schnell die Blütenmacherei und übten einen Teil des Produktionsprozesses als Heimarbeit aus. Etwa 75 % der deutschen Kunstblumen wurden schließlich in dieser sächsischen Region hergestellt.
Ab etwa 1860 verdrängten, zumindest im Sommerhalbjahr, frische Blumen die Seidenblumen (oder Porzellanblumen) als Tafelschmuck; zuvor hatte man frischen Blumenschmuck auf Esstischen vermieden, denn der Duft wurde als störend beim Essen wahrgenommen, außerdem galt die Schnittblume als Symbol der Vergänglichkeit. Die Hotellerie ging jedoch damals dazu über, auch frische Blumen für Tafeln zu verwenden; bürgerliche und adlige Haushalte folgten und schließlich sogar die höfischen Tafeln. Zugleich begann die Verwendung von Blumensträußen oder -arrangements als Raumdekorationen in Hotelhallen, Salons und anderen Innenräumen. Kleine Papierblumen wurden seit dieser Zeit allerdings bei Bällen als Cotillons verteilt und wechselseitig zwischen Herren und Damen verschenkt, um zum Tanz aufzufordern. (Von diesem Brauch stammt der Begriff Mauerblümchen.)
Der Sprung der Kunstblumenhersteller auf den Weltmarkt gelang in den Kriegsjahren 1870–1871, als die französischen Firmen im belagerten Paris nicht mehr liefern konnten. Das stetige Wachstum setzte sich bis zum Ende der Weltwirtschaftskrise 1928 fort. Danach ging der Bedarf an künstlichen Blumen stark zurück: Hutformen und Kleider wurden schlichter und verzichteten auf diese Garnituren. In der Zeit des Nationalsozialismus erzwang die Rassenpolitik den Abbruch der Geschäftsverbindungen zum überwiegenden Teil der Handelsvertreter, Großhändler und Warenhausbesitzer. Sie waren Juden.

### Nach dem Zweiten Weltkrieg

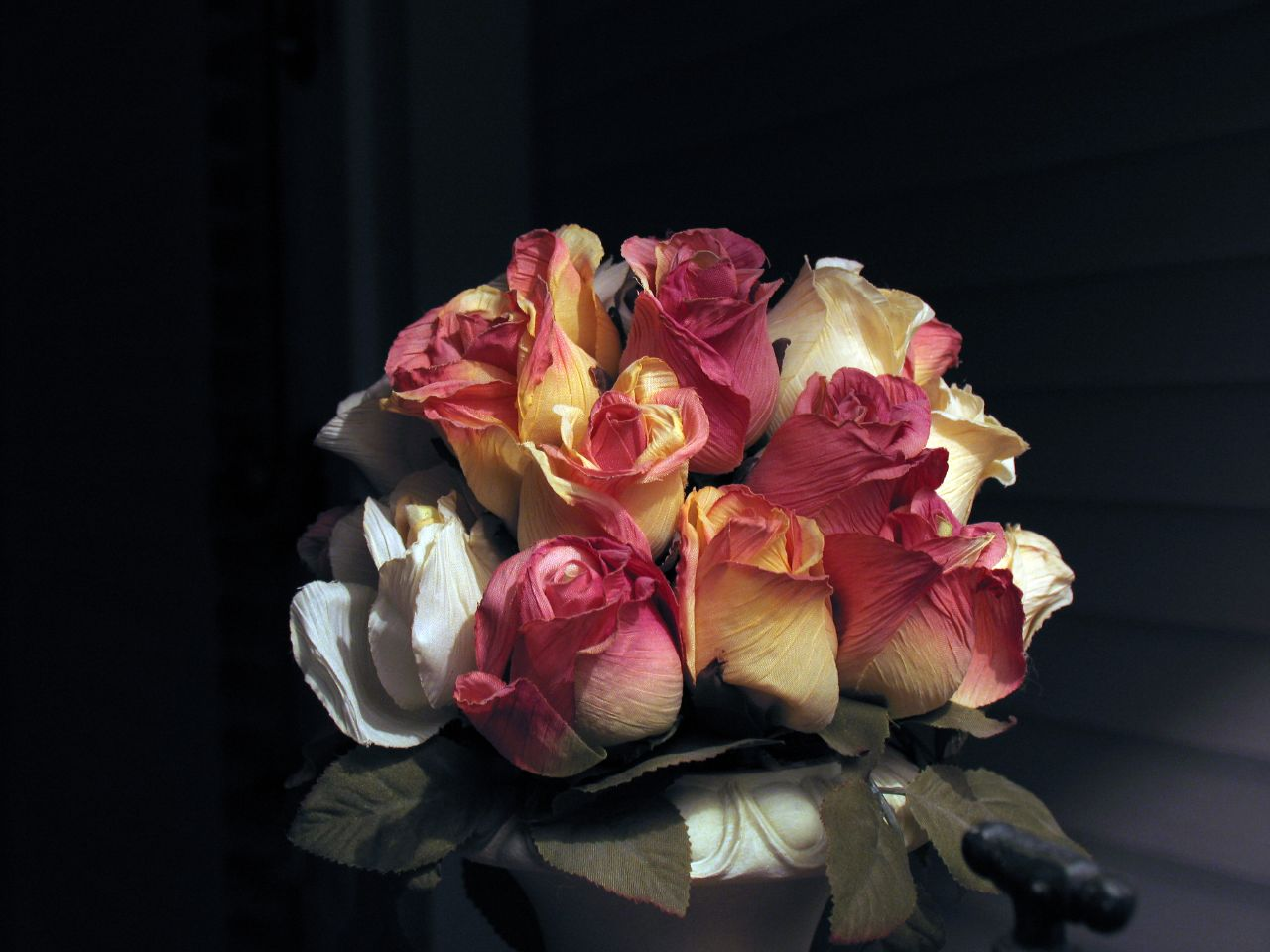
Ein Strauß „falscher“ Blumen

1953 wurden im Raum Sebnitz-Neustadt über 100 Firmen im VEB Kunstblume zusammengeführt. Zu Zeiten der DDR war die Blumenfabrikation auf Devisenbeschaffung ausgerichtet. Die Produkte waren deshalb stark subventioniert und wurden zu 25 % des kalkulierten Preises ins westliche Ausland verkauft. Nach dem Zerfall der Sowjetunion fiel der Hauptabnehmer der Kunstblumenerzeugnisse weg. Mit dem Wegfall der Preisregulierung im Exportgeschäft im Zuge der politischen Wende war der Betrieb auf dem Weltmarkt nicht mehr konkurrenzfähig; Tausende Mitarbeiter wurden arbeitslos. 

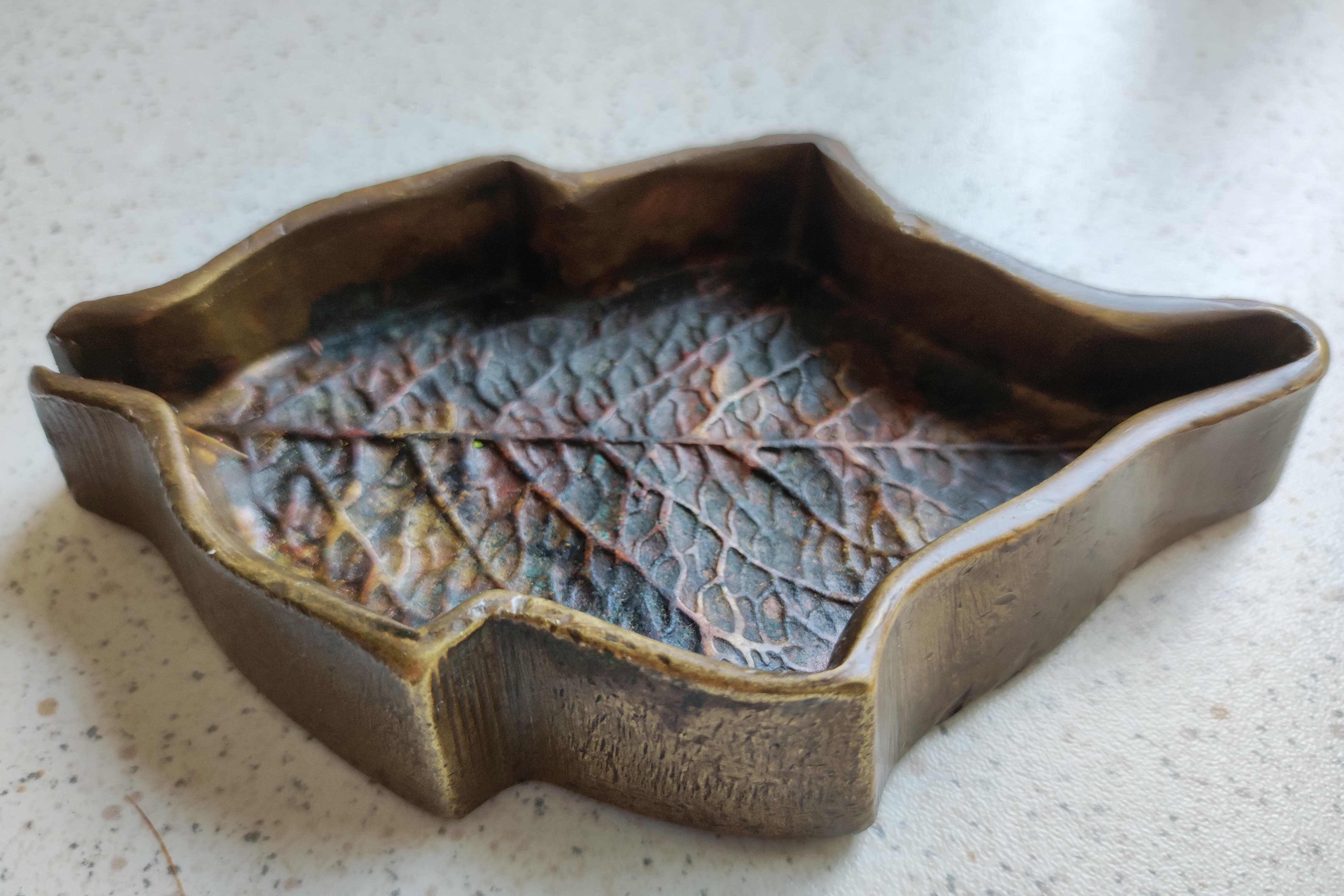
Blätterform, VEB (Kombinat) Kunstblume Sebnitz, um 1980

Hersteller in Fernost dagegen konnten bereits seit den 1970er Jahren preiswerter produzieren und sich der wechselnden Mode rasch anpassen. Heute beherrschen sie den Markt.

## Herstellung
Das Ziel der Herstellung von Seiden- und Kunstblumen ist spätestens seit dem 18. Jahrhundert die Fertigung möglichst naturgetreuer Produkte. Die Herstellung von Seidenblumen haben bereits im 18. Jahrhundert Diderot und d’Alembert in ihrer Encyclopédie ou Dictionnaire raisonné des sciences, des arts et des métiers in Wort und Bild beschrieben.
An den ursprünglichen Arbeitsschritten – stanzen, färben, formen, mit Appretur versehen, montieren und garnieren – hat sich bis heute nichts grundsätzlich verändert. Allerdings wurden die einzelnen Fertigungsschritte immer weiter verfeinert, rationalisiert und durch den Einsatz spezieller Maschinen und Geräte erheblich verbessert. Dies hat zu einer stetigen Verbesserung von Qualität und Anmutung geführt.

### Seidenblumen
Reine Seidenblumen werden heutzutage wegen der kostenintensiven und aufwändigen Handarbeit nur noch von wenigen kleinen und spezialisierten Betrieben hergestellt und sind entsprechend teuer.

### Kunstblumen
Heute werden Kunstblumen vor allem aus Polyester und Papier hergestellt. Ein Polyestergewebe ersetzt dabei oftmals die ursprüngliche Seide. Dennoch wird in der Umgangssprache der traditionelle Begriff „Seidenblumen“ auch für diese Produkte verwandt.

#### Polyester und Papier

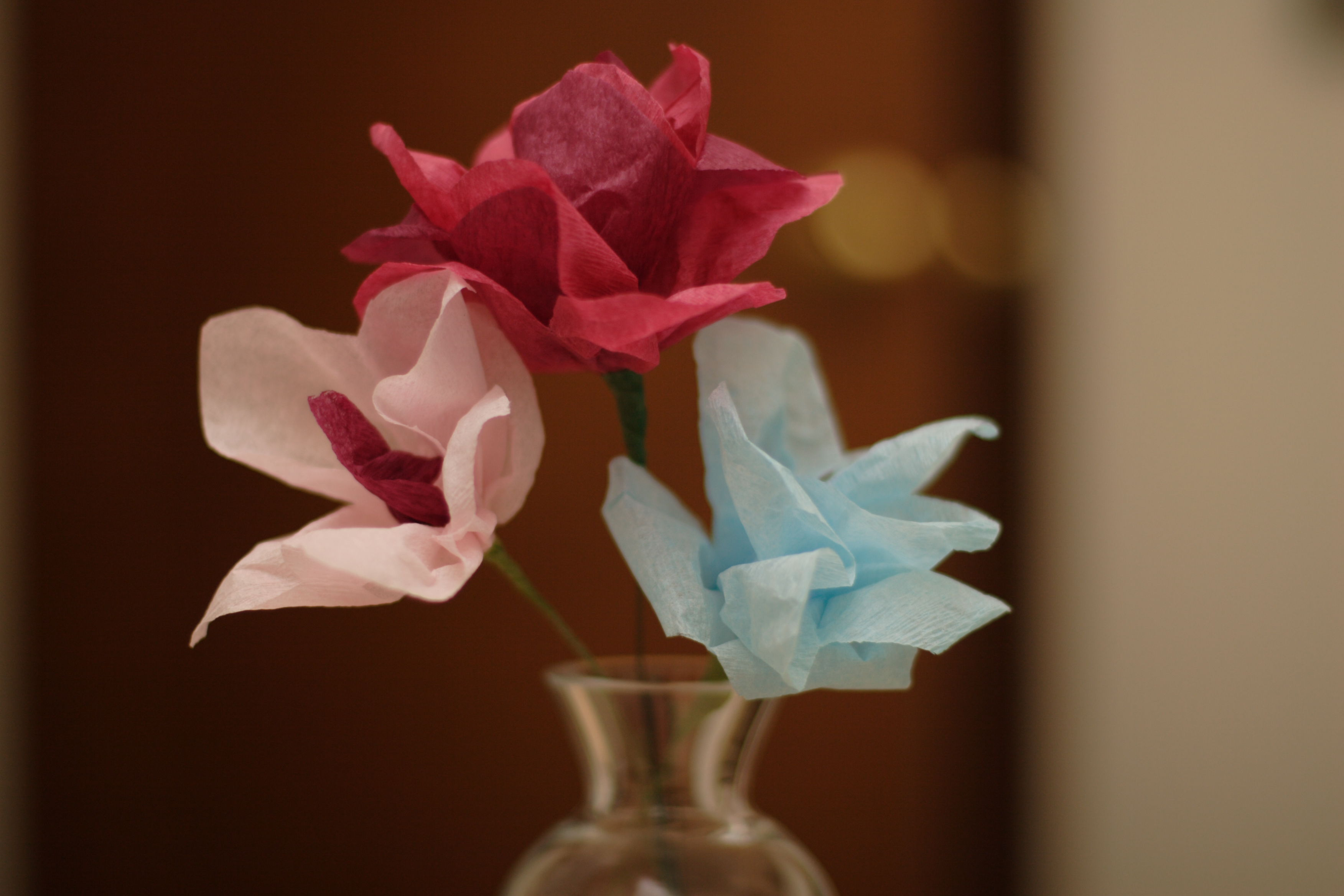
Papierblumen

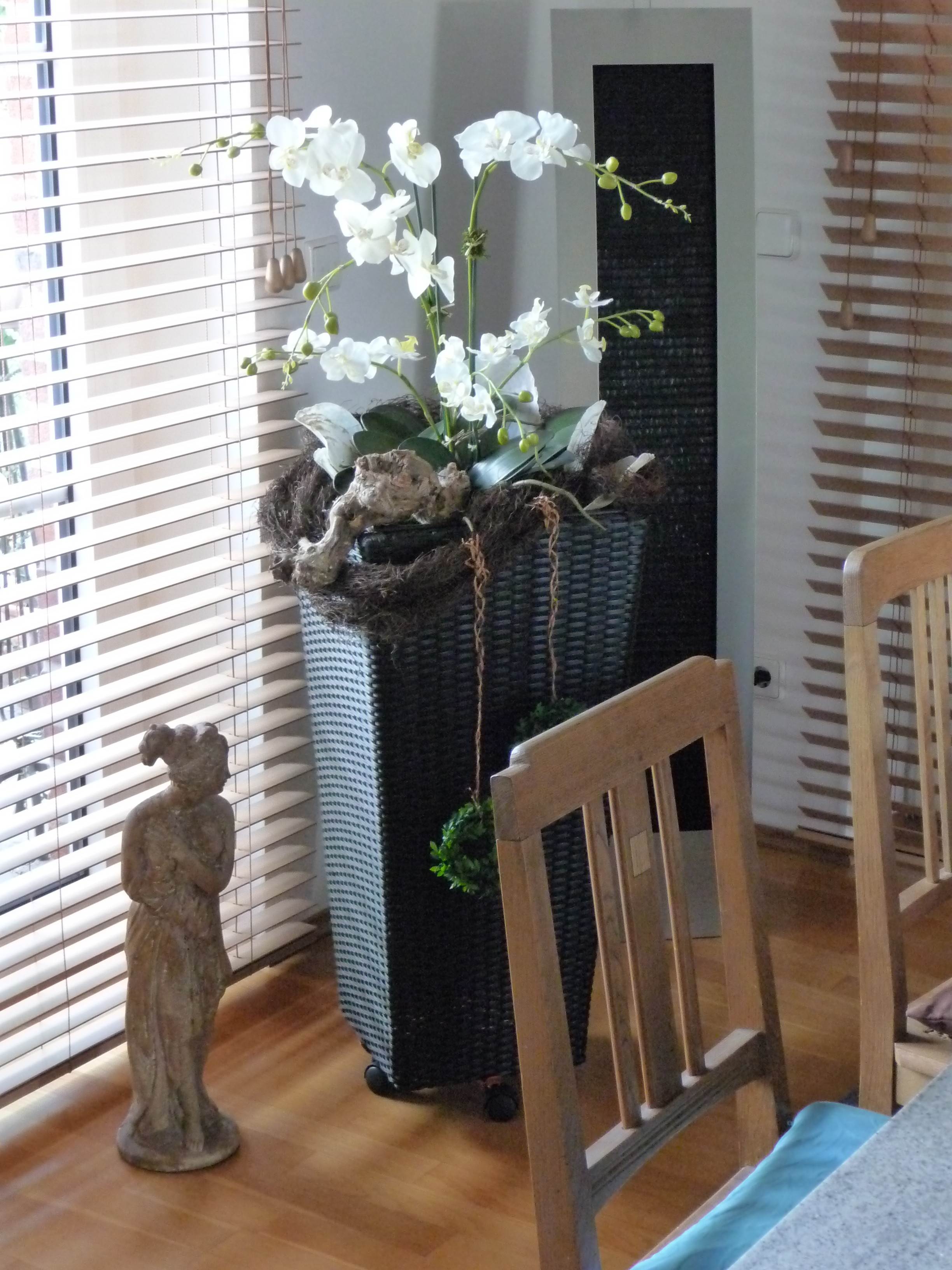
Orchidee – Seidenblume

Das Polyestergewebe wird zunächst in Gelatine getränkt, um es zu versteifen. Dann erfolgt das Schneiden oder Stanzen in Blattformen und Blüten. Danach werden die Blatt- und Blütenadern aufgedruckt. Ihre Form erhalten sie mit entsprechend gestalteten beheizten Pressen. Als nächster Schritt erfolgt das Montieren der Blüten von innen nach außen. Schließlich wird die Blume auf einen zur Stabilisierung mit einem dünnen Metallstab versehenen Stiel aus entsprechend eingefärbtem Material aufgesetzt. Das Anbringen der Blätter schließt den Produktionsprozess ab.
Auf diese Weise hergestellte Produkte können von Form, Farbe und Textur her so naturnah sein, dass sie manchmal nur mit salomonischer Weisheit von natürlichen Blumen und Pflanzen zu unterscheiden sind.

#### Seife
Weniger gebräuchlich sind Kunstblumen aus Seife. Sie werden entweder aus einem Seifenblock geschnitzt und sind deshalb nur sehr selten identisch. Oder, in einem anderen Herstellungsprozess, wird ölfreie Seife zu einem Pulver vermahlen und mit Wasser vermischt. Diese Paste wird in ein Model gepresst. Blatt- und Blütentexturen werden in aufwändigen und teuren Arbeitsgängen aufgepresst oder mit einer Rolle aufgebracht.

#### Wachs
Wachsblumen haben eine porzellanartige Anmutung und werden deshalb auch Porzellanblumen genannt. Sie werden aus frischen, mit Draht in Form gehaltenen sowie in flüssiges Paraffin oder Wachs getauchten Schnittblumen hergestellt. Dieser Überzug konserviert die Blumen. Die gegenüber dem Paraffinüberzug dünnere Wachsschicht lässt die Blüten heller, pastellartiger erscheinen.
Als Modeartikel und Modeapplikationen waren bis ca. 1960 Wachsblumen verbreitet, die aus mit Draht oder Holz vorgeformten und in Wachs getauchten feuchten Papierstreifen hergestellt wurden. Die erkaltete Wachsschicht wurde in der Regel bemalt und zusätzlich garniert.
Eine dritte Methode ist die Herstellung aus Modellierwachs, Material für Staubgefäße und Draht. Auf den Draht, den späteren Blumenstiel, wird eine Perle aufgezogen und durch Verdrehen des Drahtes fixiert. Alternativ werden künstliche Staubgefäße mit Mythendraht zusammengedreht und am Draht befestigt. Die aus dem Modellierwachs geschnittenen Blütenblätter werden an der Perle oder den Staubgefäßen angedrückt und in die gewünscht Form gebracht. Schließlich wird der Draht mit gefärbtem Papier umwickelt.
Den Wachsblumen haben Agatha Christie 1953 durch ihren Kriminalroman „Der Wachsblumenstrauß“ und Margaret Rutherford 1963 in der Rolle als Miss Marple in der Verfilmung ein Denkmal gesetzt.

#### Ton und Papiermaché
Bei aus Ton hergestellten künstlichen Blumen wird der Ton gemahlen und mit Wasser und Farbe vermischt. In ähnlicher Weise werden künstliche Blumen aus Papiermaché hergestellt. Auch wenn diese floristischen Dekorationen weniger realistisch sind als Seiden und Kunstblumen aus Polyester und Papier, können handwerklich und stilistisch gut hergestellte Exemplare vorzüglich zur Wohnungsdekoration verwandt werden.

#### Plastik

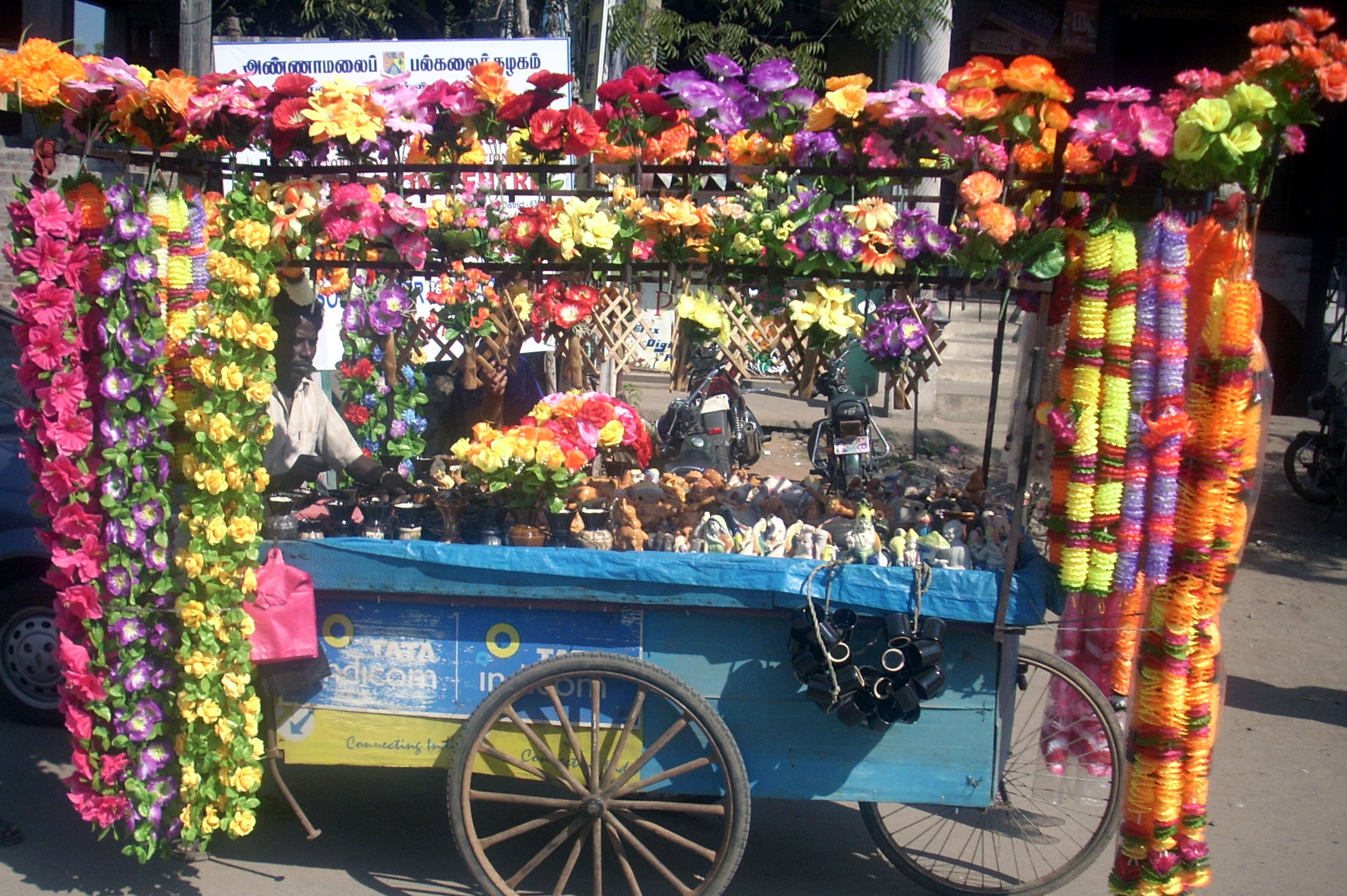
Plastikblumen in Indien

Aus Plastik hergestellte künstliche Blumen werden im Spritzgussverfahren als Massenprodukt hergestellt.
Ihre Verarbeitung, Textur und Anmutung erreichen in der Regel nicht die Qualität künstlicher Floristik aus Polyester und Papier. In heißen Ländern werden sie oftmals als Grabschmuck verwandt.

#### Glas
Eine Besonderheit sind naturgetreue künstliche Blumen aus Glas. Eine der wenigen großen und herausragenden Sammlungen befindet sich an der Harvard-Universität in den USA. Sie repräsentiert 837 Arten der in den Vereinigten Staaten vorkommenden Flora und wurden zwischen 1887 und 1936 von Leopold und Rudolf Blaschka in Hosterwitz bei Dresden hergestellt.
Die Glasblumen ermöglichen es Botanik-Studenten, Pflanzen und Blüten unabhängig von Klima und Jahreszeit zu studieren.

## Zeitgemäße Deko aus Seidenblumen und Kunstblumen

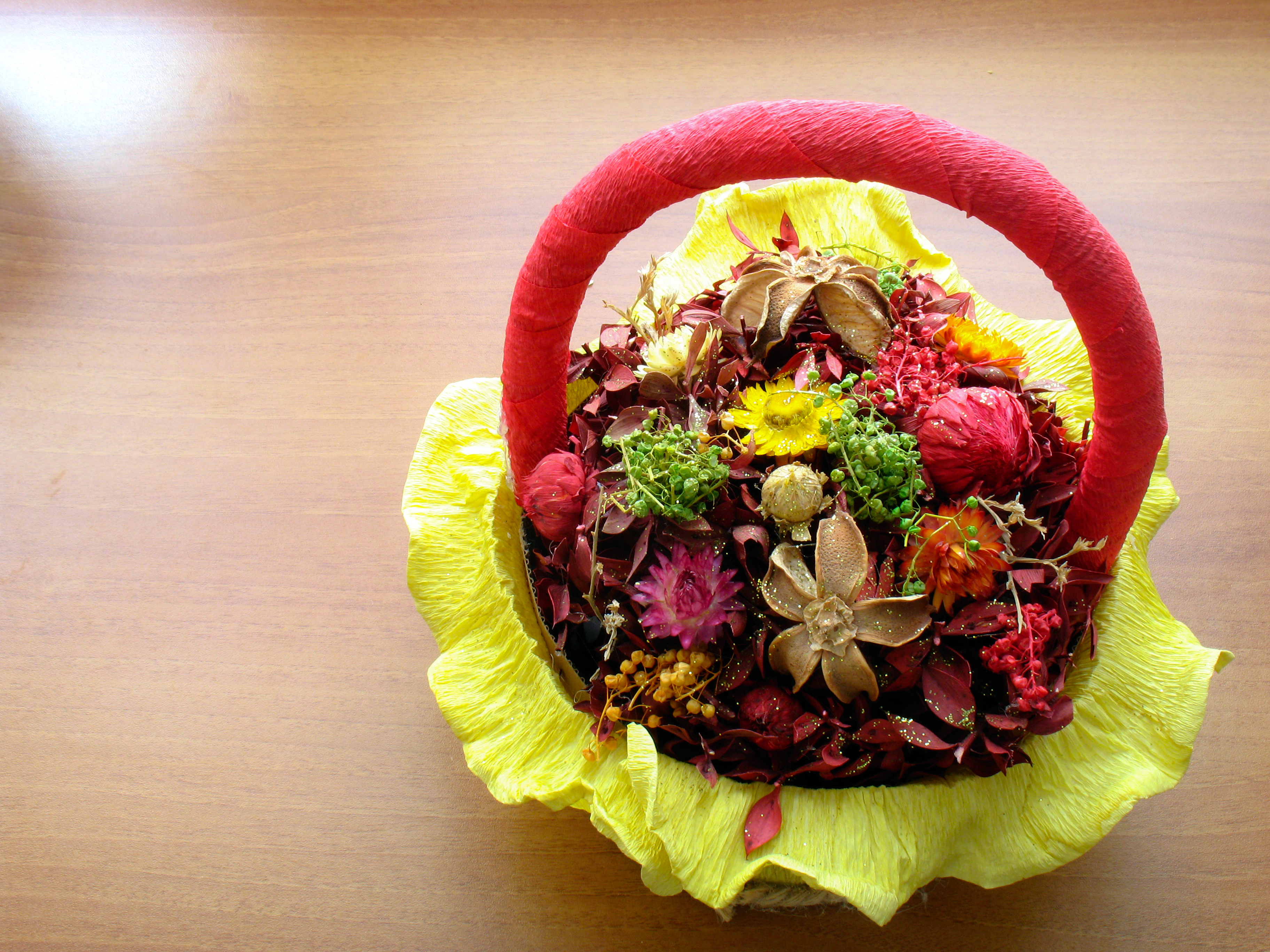
Kunstblumenstrauß in Iran

Heutzutage sind qualitativ hochwertige Seidenblumen und Kunstblumen oftmals nur nach eingehender Betrachtung von natürlichen Blumen zu unterscheiden, insbesondere dann, wenn sie mit präparierten natürlichen Blüten und Gräsern kombiniert werden.
Mit ihnen können dekorative, dem unterschiedlichsten Ambiente angepasste Blumenarrangements gefertigt werden, bei denen Blüten, Blätter und auch Früchte unabhängig vom jahreszeitlichen Vorkommen in der Natur oder von der Klimazone komponiert und arrangiert werden können.
Moderne Materialien und die perfekte Nachahmung natürlicher Farben, Formen und Oberflächen sind in der Lage sogar Bienen und Schmetterlinge so zu täuschen, dass sie erst nach einiger Zeit die Suche nach Nektar irritiert aufgeben.
Künstliche Floristik bedarf nur geringer Pflege und ist lange haltbar. Oftmals erfreut sie über Jahre hinweg das Auge – unabhängig von der Jahreszeit. Deshalb eignet sie sich insbesondere für die moderne Wohnung und für Geschäftsräume von der Praxis oder Kanzlei bis hin zu Restaurants oder öffentlichen Räumen wie Bürogebäuden, Bahnhöfen oder Shopping Malls.

In Deutschland fertigen nur wenige, oft kleinere Unternehmen aus den von der Industrie hergestellten künstlichen Blumen, Blättern und Früchten Blumenarrangements für das ganze Jahr sowie speziell für die Weihnachtszeit oder Ostern. 

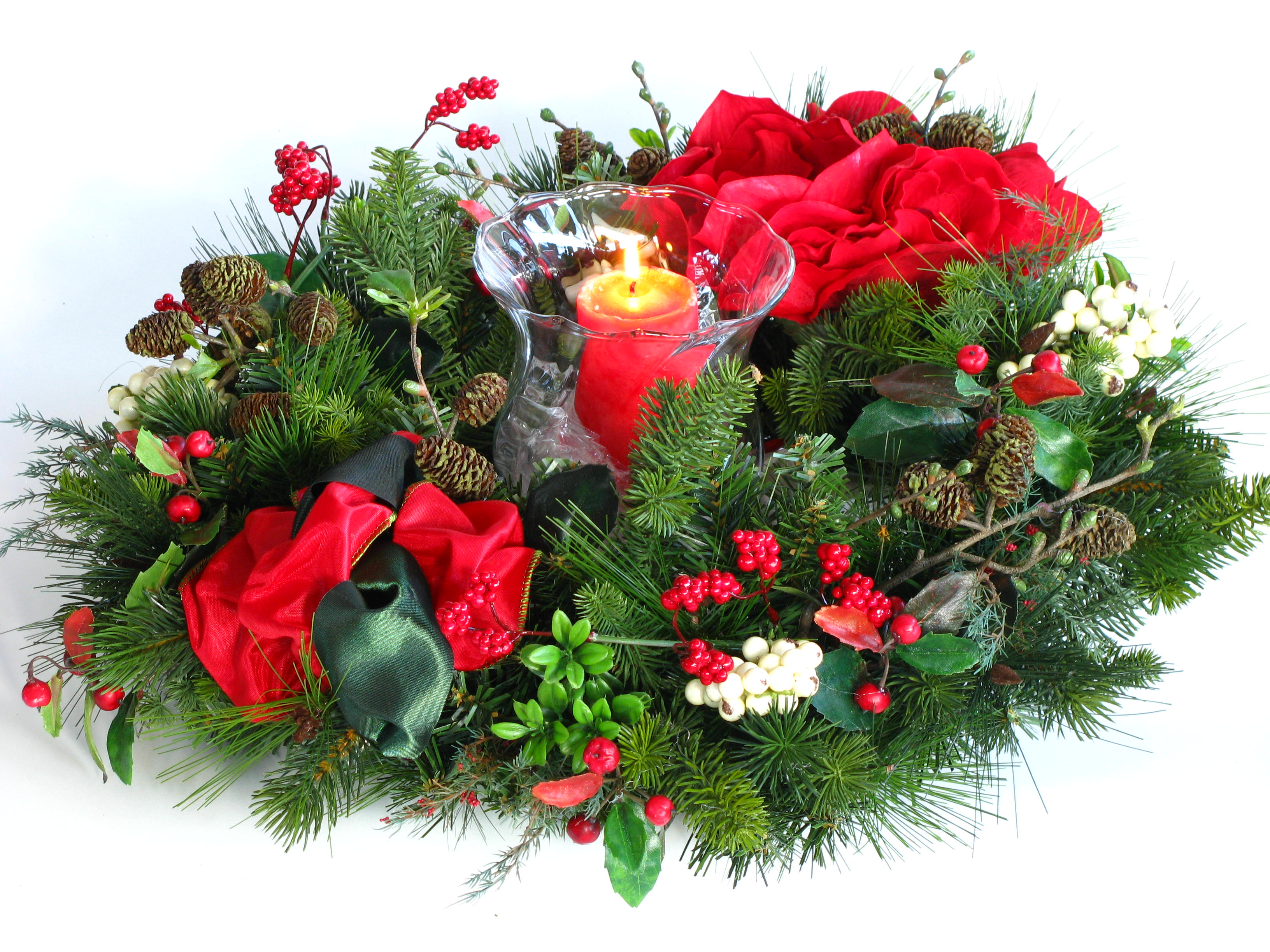
Adventskranz mit Amaryllis aus Kunst- und Seidenblumen

 Noch seltener sind Hersteller, die durch die Komposition von künstlichen Blüten und Blättern mit sorgfältig präparierten natürlichen Blüten und Gräsern die Natur täuschend nachahmende floristische Produkte fertigen und dem Endkunden unmittelbar anbieten. Ihre Blumensträuße, Blumenkränze und Blumengestecke zeichnen sich durch eine besondere Vielfalt an Blattformen und Blüten aus. Weihnachtliche Gestecke oder Adventskränze heben sich durch die Verwendung unterschiedlicher Arten von Tannenzweigen, Schleifen oder Blüten vom Üblichen ab.

## Trivia
Beachtung fand ein ethnobotanischer Fachartikel in der Online-Fachzeitschrift „Ethnobotany Research and Applications – A Journal of Plants, People and Applied Research“ vom 1. April 2007, in dem die Kunstblumen genauso wie reale biologische Organismen detailliert untersucht wurden.